# Gnophaela aequinoctialis
Gnophaela aequinoctialis là một loài bướm đêm thuộc phân họ Arctiinae, họ Erebidae.